# Col du Karakoram
Le col du Karakoram est un col de montagne entre l'Inde et la Chine qui s'élève à 5 540 m dans la chaîne du Karakoram. Il est le plus haut point de passage de l'ancienne route des caravanes entre Leh et Yarkand.

Carte de localisation du col au nord du Ladakh.

## Source de la traduction
- (en) Cet article est partiellement ou en totalité issu de l’article de Wikipédia en anglais intitulé « Karakoram Pass » (voir la liste des auteurs).